# Искандарово (Курганская область)
Искандарово — деревня в Альменевском районе Курганской области России. Входит в состав Бороздинского сельсовета.

## География
Деревня находится на юго-западе Курганской области, в пределах южной части Западно-Сибирской равнины, в лесостепной зоне, на западном берегу озёр Ишак (Алукуль) и Туйбалы (Товалды), на расстоянии 37 километров (55 км по автодороге) к западу от села Альменево, административного центра района и в 158 километрах (183 км по автодороге) к юго-западу от города Кургана. Абсолютная высота — 176 метров над уровнем моря.
Климат
Климат характеризуется как континентальный с недостаточным увлажнением, холодной и малоснежной зимой и тёплым сухим летом. Средняя многолетняя температура самого холодного месяца (января) составляет −17,7°С, температура самого тёплого (июля) — +25,2°С. Среднегодовое количество осадков — 370—380 мм. Снежный покров держится в течение 150—160 дней в году.
Часовой пояс
Искандарово, как и вся Курганская область, находится в часовой зоне МСК+2. Смещение применяемого времени относительно UTC составляет +5:00.

## История
Деревня Искандарова (Ишак) основана в конце XVIII века людьми из башкирского родоплеменного объединения катай. Входила в состав Катайской волости Челябинского уезда Оренбургской губернии.
В начале лета 1918 года была установлена белогвардейская власть (26 мая белочехи захватили г. Челябинск, 4 июня — станцию Шумиха). 
15 июля 1919 года на Восточном фронте 1-й Симбирский рабочий полк у д. Парамоново вёл ожесточенный бой с белоказаками. Бой длился 20 часов и закончился разгромом белых. В бою погиб командир полка Космовский и его помощник Фокин.
В 1919 году образован Ильясовский сельсовет, в состав которого вошла деревня.
3 октября 1926 года Ильясовский сельсовет переименован в Искандаровский сельсовет. По данным на 1926 год состояла из 36 хозяйств.
14 июня 1954 года Искандаровский сельсовет упразднён, вошёл в Бороздинский сельсовет.
В годы Советской власти жители работали в Борозинском мясо-молочном совхозе.

## Население
| 1795 | 1834 | 1866 | 1891 | 1900 | 1916 | 1926 |
| ---- | ---- | ---- | ---- | ---- | ---- | ---- |
| 44   | ↗112 | ↗134 | ↗179 | ↘128 | ↗166 | ↗186 |
| 1989 | 2002 | 2010 | 2012 | 2013 | 2014 |      |
| ↗275 | ↘198 | ↘124 | →124 | →124 | ↗145 |      |

Гендерный состав
По данным Всероссийской переписи населения 2010 года в гендерной структуре населения мужчины составляли 47,6 %, женщины — соответственно 52,4 %.
Национальный состав
По данным переписи 1926 года в деревне проживало 186 чел., в т.ч. башкир — 173 чел., татар — 13 чел. 
Согласно результатам Всероссийской переписи населения 2002 года, в национальной структуре населения башкиры составляли 92 %.

## Общественно-деловая зона
- Искандаровский сельский клуб
- МОУ «Искандаровская начальная общеобразовательная школа»
- Искандаровский фельдшерско-акушерский пункт
- Памятник погибшим в годы Великой Отечественной войны. Кирпичная стела на фундаменте, к которой ведут ступени, огорожена якорными цепями, создана в 1966 году[11].

## Улицы
Уличная сеть населённого пункта состоит из четырёх улиц.